# Val di Vizze
Val di Vizze, németül: Pfitsch, település Olaszországban, Bolzano autonóm megyében. Lakosainak száma 3093 fő (2023. január 1.). Val di Vizze Brennero, Campo di Trens, Selva dei Molini, Vandoies, Vipiteno, Rio di Pusteria, Finkenberg, Gries am Brenner és Vals községekkel határos.

## Népesség
A település népességének változása:
| Lakosok száma | 2748 | 3006 | 3071 | 3093 |
|               | 2008 | 2017 | 2018 | 2023 |